# African Sun
African Sun Limited, là một công ty quản lý khách sạn có trụ sở tại Zimbabwe được thành lập vào năm 1968. Công ty hoạt động trong ngành khách sạn và giải trí thông qua một số khách sạn, khu nghỉ dưỡng, sòng bạc và hoạt động chia sẻ thời gian trên khắp Zimbabwe và Nam Phi. Nó được niêm yết trên Sở giao dịch chứng khoán Zimbabwe và là một bộ phận cấu thành của Chỉ số công nghiệp Zimbabwe.

## Lịch sử
Tập đoàn tách khỏi Tập đoàn Delta vào năm 2003 với Shingi Munyeza là Giám đốc điều hành.
Năm 2011, African Sun thu hồi quyền quản lý khách sạn The Grace ở Rosebank, Cape Town. Đến năm 2012, nó quản lý 1.000 phòng. Năm 2009, Africa Sun đã đón tiếp Tổng thống Hoa Kỳ Barack Obama tại khách sạn do Holiday Inn quản lý tại sân bay Accra (ở Ghana).
Vào tháng 1 năm 2015, công ty đã bán các khách sạn của mình ở Ghana và Nigeria, đồng thời tuyên bố rút khỏi các hoạt động trong khu vực một năm sau đó để tập trung vào thị trường nội địa. Vào tháng 3 năm 2015, Shingi Munyeza rời đi và Et Shangwa trở thành Giám đốc điều hành.
Vào tháng 2 năm 2016, African Sun đã trả một hóa đơn tiền nước trị giá 200.000 đô la cho khu đô thị Victoria Falls để xóa khoản nợ 383.000 đô la còn tồn đọng. Vào tháng 7 năm 2016, African Sun mua 2.050 m2 khu vườn Harare để mở rộng Khách sạn Crowne Plaza Momomotapa, một thỏa thuận đã được thực hiện từ năm 2010. Vào tháng 10 năm 2017, Brainworks, công ty mẹ của African Sun, đã được giới thiệu. trong JSE, công ty có trụ sở tại Zimbabwe đầu tiên được lập chỉ mục trên thị trường chứng khoán Nam Phi. Vào tháng 7 năm 2018, Nkala từ chức và Alex Makamure được bổ nhiệm làm chủ tịch hội đồng quản trị mới.
Năm 2018, doanh thu của tập đoàn đã tăng 32% lên 68,5 triệu đô la, và nó đã chi 5,8 triệu đô la để tân trang. Vào năm 2019, các cuộc biểu tình về nhiên liệu ở Zimbabwe đã khiến doanh thu của African Sun giảm xuống.
Vào tháng 5 năm 2019, African Sun đã chấm dứt hợp đồng với Khách sạn Africa Legacy Hospitality về việc quản lý 5 khách sạn của mình. Thỏa thuận đã được thực hiện từ tháng 10 năm 2015 và ngụ ý rằng Legacy Hospitality sẽ tân trang lại các tài sản mà nó sẽ quản lý. Việc hủy bỏ thỏa thuận được biện minh bởi "bất đồng", và African Sun đảm bảo rằng Legacy Hospitality thực sự không phụ trách việc tân trang lại các khách sạn đang quản lý. Hai tháng sau, Legacy Hospitality kháng cáo việc hủy bỏ tại tòa án.